# 林德河 (巴伐利亞)
47°34′3.69″N 11°3′5.36″E / 47.5676917°N 11.0514889°E

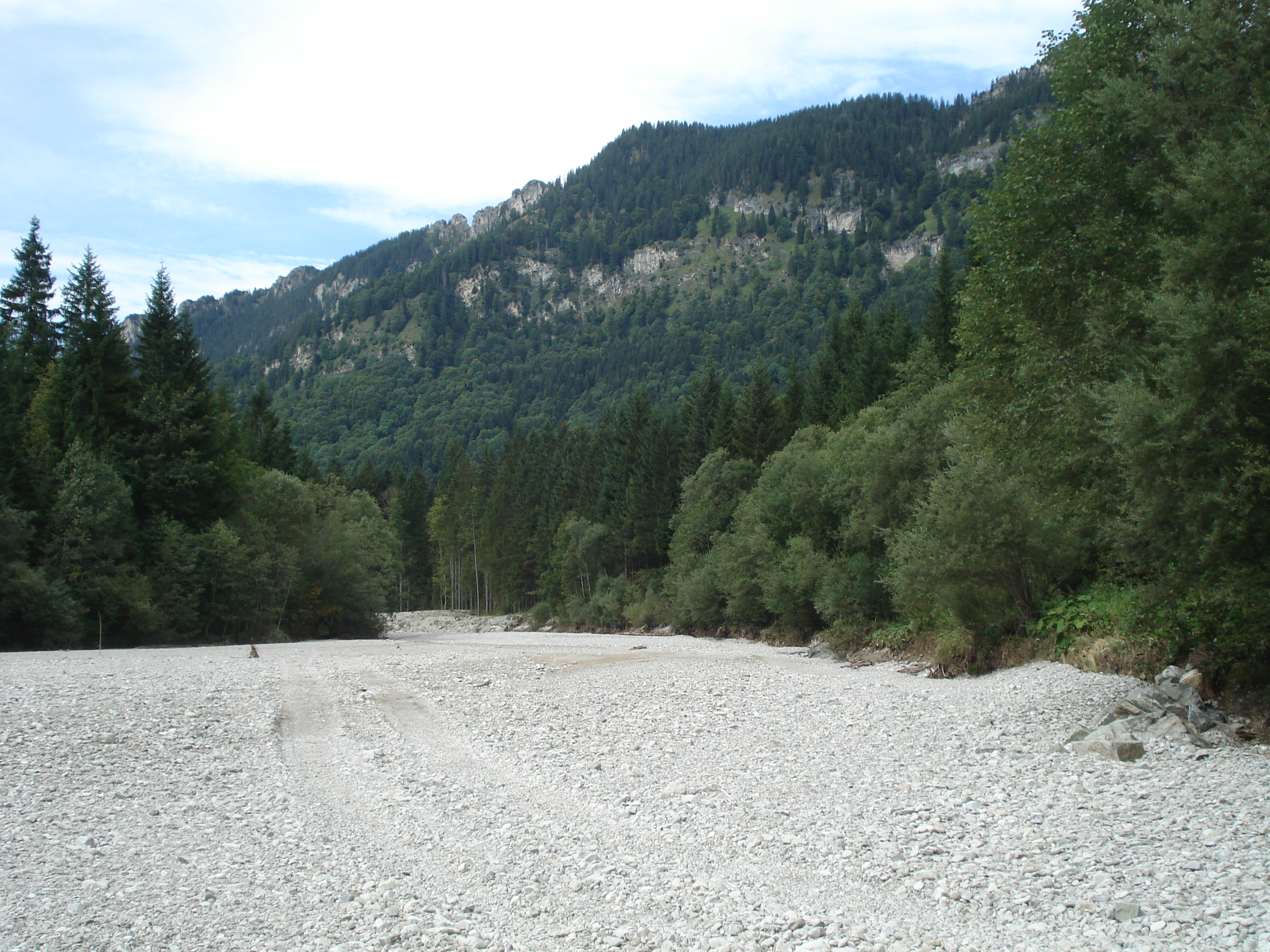

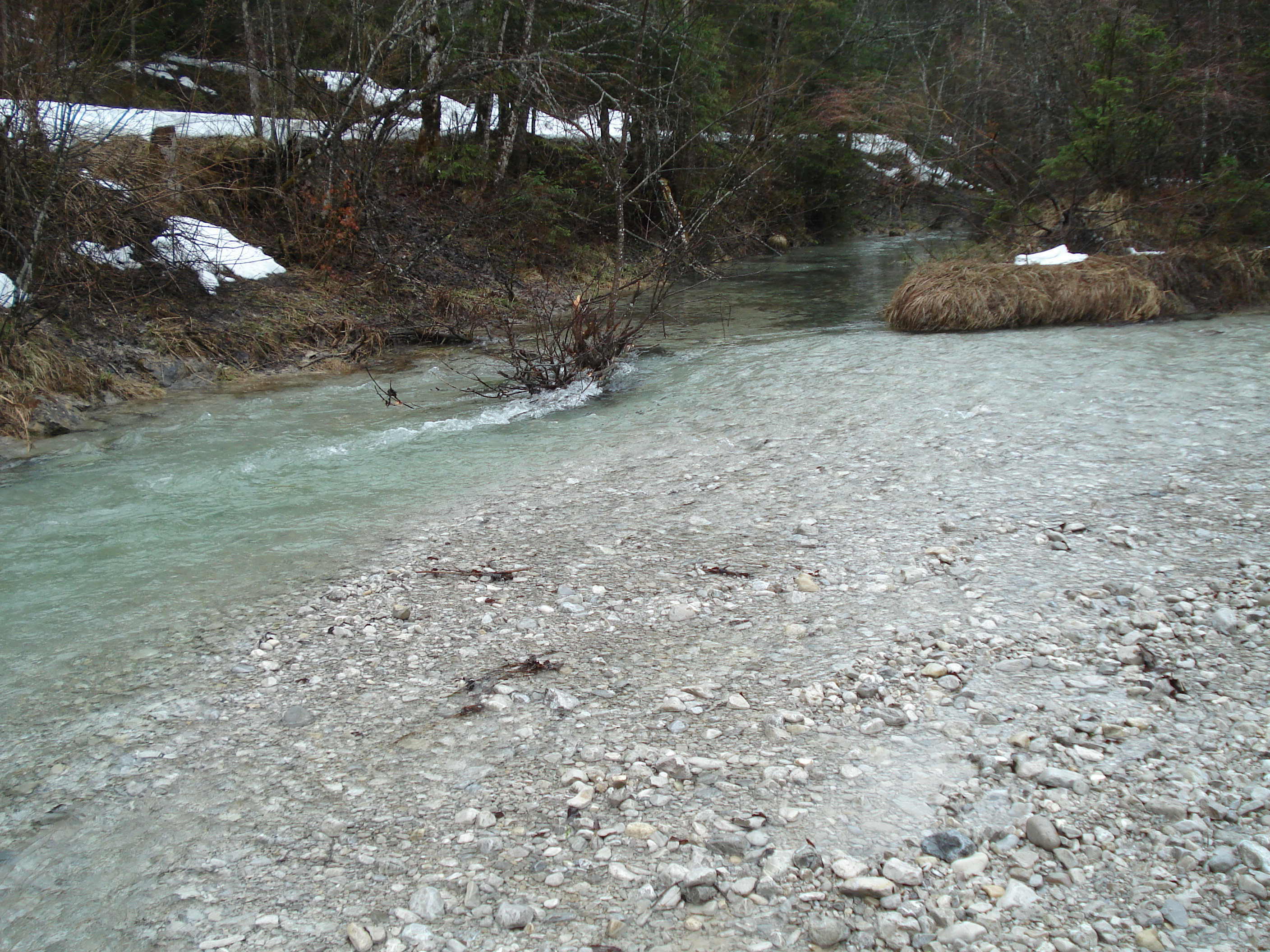

林德河是德國的河流，位於該國東南部，由巴伐利亞負責管轄，屬於安珀河的源頭，河道全長13.5公里，發源自林德霍夫宮西南面。